# Búrfell (berg i Island, Norðurland eystra, lat 66,03, long -17,09)
Búrfell är ett berg i republiken Island.   Det ligger i regionen Norðurland eystra, i den norra delen av landet, 300 km nordost om huvudstaden Reykjavík. Toppen på Búrfell är 630 meter över havet.
Terrängen runt Búrfell är huvudsakligen kuperad.  Trakten runt Búrfell är nära nog obefolkad, med mindre än två invånare per kvadratkilometer. Närmaste större samhälle är Húsavík, 11,2 km väster om Búrfell. Trakten runt Búrfell består i huvudsak av gräsmarker.